# Atheta tapina
Atheta tapina – gatunek chrząszcza z rodziny kusakowatych i podrodziny rydzenic.
Gatunek ten opisał po raz pierwszy w 1995 roku Roberto Pace na łamach „Revue suisse de Zoologie”. Jako lokalizację typową wskazano Loita Hills w okolicach Morijo w kenijskim hrabstwie Narok.
Chrząszcz o błyszczącym, wydłużonym w zarysie ciele długości 1,9 mm. Głowa jest brązowa, wyraźnie siateczkowana, o słabo zaznaczonym punktowaniu. Czułki mają brązowe ubarwienie. Brązowe przedplecze jest wyraźnie ziarenkowane i wyraźnie siateczkowane. Barwa odnóży jest żółta. Brązowe pokrywy mają silne siateczkowaną i wyraźnie ziarenkowaną powierzchnię. Również brązowy odwłok jest powierzchownie siateczkowany. Genitalia samca mają edeagus równoległym w widoku brzusznym przebiegiem boków części przedwierzchołkowej podobny do tego u A. eichelbaumi, ale odróżniający się wyraźnym, łukowato wygiętym elementem kopulacyjnym w worku wewnętrznym.
Owad afrotropikalny, znany wyłącznie z Kenii. Spotkany na rzędnych 2050 m n.p.m.